# Talvin Singh
Pour les articles homonymes, voir Singh.
Talvin Singh Matharoo est un musicien, DJ, joueur de tabla et chanteur, indo-anglais né à Londres en 1970.

## Biographie
Né en 1970 à Londres, Talvin Singh est l'un des principaux représentants de l'Asian Underground, raccourci commode pour définir ce courant musical mélangeant musique occidentale (électro, punk, folk...) et musiques traditionnelles du sous-continent indien. 
Envoyé en Inde pour suivre une éducation classique, Talvin Singh découvre très tôt les tablas auprès de sa grand-mère, puis se perfectionne en devenant le disciple de Lachman Singh Seen, grand maître Punjab de l’instrument.
De retour en Angleterre, il joue dans des clubs londoniens. En 1991, il est recruté par le groupe Siouxsie and the Banshees pour jouer des tablas et chanter sur leur single Kiss Them for Me : le titre atteint la 23e place dans le Billboard Hot 100 des singles américains. A 20 ans à peine, Singh devient le sixième membre de Siouxsie and the Banshees qui est cette année-là la deuxième tête d'affiche du festival itinérant Lollapalooza. Il tourne avec eux jusqu'au début de l'année 1992. Björk l'engage ensuite en 1993 pour être son percussionniste sur son album Debut.
Singh collaborera ensuite avec d'autres artistes internationaux reconnus dont Madonna, Future Sound of London, Sun Ra et Massive Attack.
À 23 ans, il crée son propre label, « Omni », et produit l'album « Calcutta Cyber Café ». Parallèlement, il ouvre à Londres son propre club « Anhoka » (« être unique » en sanskrit) où toute une génération d'artistes anglo-indo-pakistanais (pour faire court) fera découvrir entre autres une musique jungle, drum and bass mâtinée d'influences orientales. Il en découlera une compilation sortie en 1996 que Talvin produit sur son label: « Anokha, Soundz of Asian underground » (Island) .
Son premier album solo sort en 1999 : « OK »(Island), qui lui permet de remporter les prix Mercury et South Bank. Enregistré à Bombay, Londres, Madras, New York et Okinawa, ce disque conserve une couleur très indienne. Dès ce premier opus, Talvin impose son style : partant d'une base traditionnelle indienne, il insuffle au gré de collaborations prestigieuses (Ryuichi Sakamoto, Rakesh Chaurasia, Bill Laswell, Byron Wallace, Madras philharmonic orchestra, Ustad Sultan Khan...) des influences japonaises, européennes, américaines, le tout agrémenté de tablas, chœurs japonais, flûtes, violons, basse, trompette, drum n'bass, scratches, programmations et autres effets sonores.
Deux ans plus tard, il récidive dans la même veine avec son nouvel album, « Ha » (Island), enregistré entre Bombay et Londres. La même année, il se produit sur la scène du Barbican Hall à Londres en compagnie d'Aphex Twin et de Craig Armstrong.
En 2002, Talvin Singh entame un retour aux sources en collaborant avec Rakesh Chaurasia, le neveu de Hariprasad Chaurasia, l'un des plus grands joueurs de flûte bansurî actuels. De leur collaboration sortira l'album Vera, tout en improvisation (Navras Record). Il poursuit ce retour aux sources en 2003 lors d'un magistral concert live à la basilique Saint-Denis, regroupant autour de lui comme à son habitude des musiciens et des chanteurs de cultures et d'horizons différents, au sein de la formation Sangat : « Songs For the Inner World » (Naïve 2004).

## Discographie
- Anokha - Soundz of the Asian Underground

- Ok

- Ha

- Back to Mine mixed by Talvin Singh (2001)

- Vira

- Songs from the inner world (Live at la Basilique Saint Denis)

- Master musicians of Jajouka (Prod.)

- Participation à l'album "Star Rise : remixes" de Nusrat Fateh Ali Khan & Michael Brook, pour un titre: "My Heart, My Life (remix)"

### Autres artistes
- Asian Dub Foundation
- Bally Sagoo
- Dhol Foundation
- Fun-Da-Mental
- Joi
- Natacha Atlas
- Nataraj XT
- Nitin Sawhney
- Nusrat Fateh Ali Khan
- Panjabi MC
- State of Bengal
- Tabla Beat Science
- Transglobal Underground
- Karsh Kale
- Cheb I Sabbah
- Anoushka Shankar
- Bombay Dub Orchestra
- Loop Guru
- David Starfire
- Nickodemus
- Badmarsh and Shri
- DJ Pathaan
- Toires
- Gaudi
- Masaladosa